# Stole Dimitrievski
Stole Dimitrievski (en macédonien : Столе Димитриевски), né le 25 décembre 1993 à Kumanovo (Macédoine), est un footballeur international macédonien. Il évolue au poste de gardien de but au Valence CF.

## Biographie

### En club
Stole Dimitrievski commence sa carrière professionnelle avec le FK Rabotnički Skopje.
Il rejoint l'Espagne et la réserve de Granada en 2012.
Dimitrievski devient membre de l’équipe première en 2014.
De 2016 à 2018, il est joueur du Gimnàstic Tarragone. Prêté lors de la saison 2018-2019 au Rayo Vallecano, il rejoint définitivement le club de Madrid à l'issue de son prêt.
En juin 2024, après six années passées au Rayo Vallecano, il s'est engagé avec le club de Valence CF jusqu'au 30 juin 2026.

### En équipe nationale
International macédonien, il reçoit sa première sélection en équipe de Macédoine du Nord lors d'un match amical contre le Monténégro le 12 novembre 2015,.
Il fait partie du groupe macédonien qui dispute l'Euro 2020. Lors de cette compétition, il officie comme gardien titulaire et joue trois matchs. Avec un bilan peu reluisant de trois défaites en trois matchs, huit buts encaissés et seulement deux buts marqués, la Macédoine du Nord est éliminée dès le premier tour.